# Долхаска
Долхаска (рум. Dolhasca) — город в Румынии в составе жудеца Сучава.

## История
Долгое время это была обычная сельская местность.
В 2004 году Долхаска получила статус города.

## Известные уроженцы
- Аршинел, Александру — румынский театральный деятель, режиссёр, актёр театра, кино, телевидения.